# Laelia colombiana
Laelia colombiana là một loài thực vật có hoa trong họ Lan. Loài này được J.M.H.Shaw mô tả khoa học đầu tiên năm 2008.